# فرانسیسکو ماتورانا
فرانسیسکو ماتورانا (اسپانیایی: Francisco Maturana‎؛ زادهٔ ۱۵ فوریهٔ ۱۹۴۹) بازیکن فوتبال و مربی فوتبال اهل کلمبیا است.

## باشگاهی
از باشگاه‌هایی که در آن بازی کرده‌است، می‌توان به باشگاه فوتبال اتلتیکو ناسیونال اشاره کرد.

## تیم ملی
وی همچنین در تیم ملی فوتبال کلمبیا بازی کرده‌است.